# Aeropuerto Internacional Vance W. Amory
El Aeropuerto Internacional Vance W. Amory (en inglés: Vance W. Amory International Airport) (IATA: NEV, OACI: TKPN) es un aeropuerto que sirve a la isla de Nieves en la Federación de San Cristóbal y Nieves. Es ubicado al oeste del pueblo de Newcastle. El aeropuerto tiene solo una pista de 1220 metros.
En 2002 el aeropuerto fue modernizado con una nueva terminal, una nueva torre de control y un alargamiento de la pista. Además, se cambió el nombre del aeropuerto en honor de Vance Amory, el premier de Nieves. En el pasado, el aeropuerto era conocido como el aeropuerto Bambooshay y después el aeropuerto de Newcastle.